# Czerna mogiła (obwód Chaskowo)
Czerna mogiła (bułg. Черна могила) – wieś w południowej Bułgarii, w obwodzie Chaskowo, w gminie Charmanli. Według danych Narodowego Instytutu Statystycznego, 31 grudnia 2011 roku wieś liczyła 107 mieszkańców.

## Położenie
Wieś położona jest między trzema wzgórzami: Gergjowdenskim, Ilindenskim i Bałłyktepewskim.

## Gospodarka
Głównie produkcja wina; to miejsce jest bardzo sprzyjające dla winorośli.

## Znane osoby
- Kolo Sewow – pisarz i poeta